# Zimmermanniopsis uzungwaensis
Zimmermanniopsis es un género monotípico de plantas con flores perteneciente a la familia Phyllanthaceae. Su única especie: Zimmermanniopsis uzungwaensis Radcl.-Sm., Kew Bull. 45: 154 (1990), es originaria de Tanzania (Mufindi). Su nombre proviene de su semejanza con el género  Zimmermannia.

## Sinonimia y variedades
- Meineckia uzungwaensis (Radcl.-Sm.) Radcl.-Sm., Kew Bull. 52: 175 (1997).[1]